# Emanuel Vasiliu
Emanuel Kant Vasiliu (n. 7 septembrie 1929, Chișinău – d. 19 august 2001) a fost un lingvist român, membru titular din 1992 al Academiei Române. 
Între 1990 și 2001 era directorul Institutului de Fonetică și Dialectologie „Al. Rosetti” al Academiei Române.

## Biografie
Era fiul lui Nicolae Vasiliu și al Gabrielei Vasiliu. 
Și-a făcut studiile liceale în București și a urmat cursurile Universității din București.
În 1952 s-a căsătorit cu Maria-Laura Vasiliu, lingvistă.
A obținut titlul de doctor în 1956 cu teza Accentul în limba română. A fost numit asistent la Universitatea din București în 1968 și, după obținerea titlului de doctor docent în 1969, a fost numit profesor în 1970. 
În paralel cu activitatea didactică desfășura o activitate de cercetare la Institutul de Lingvistică și la Centrul de Cercetări Fonetice și Dialectale (devenit în 1990 Institutul de Fonetică și Dialectologie „Al. Rosetti” al Academiei Române). Era visiting professor la Universitatea din Chicago, în perioadele 1964-1965 și 1970-1971, și apoi la Universitatea din Boston, în 1971.
După revoluția anticomunistă din 1989, a fost numit decan al Facultății de Litere a Universității din București între 1990 și 1992. Din 1990 până la sfârșitul vieții a condus Institutul de Fonetică și Dialectologie „Al. Rosetti” al Academiei Române. A fost ales membru corespondent al Academiei Române în 1991 și membru titular în 1992.

## Activitate științifică
S-a preocupat de teoria limbii și filosofia limbajului și a făcut cercetări asupra mai multor aspecte ale limbii române: stabilirea inventarului de foneme ale limbii române, fonologia istorică a dialectelor dacoromâne, aplicarea regulilor de transformare la sintaxa limbii române, fixarea etapelor din istoria limbii române etc. 
A promovat în România orientările moderne din lingvistică: structuralismul (incluzând fonologia Școlii lingvistice pragheze, glosematica hjelmsleviană, descriptivismul american), metodele generativ-transformaționale, semantica, lingvistica textului etc.
Ca membru al Academiei Române, Emanuel Vasiliu s-a opus revenirii la grafia cu â și sunt, votând împotriva deciziei din 1993. Celălalt lingvist membru al Academiei de atunci, Ion Coteanu, s-a abținut.

## Publicații
- „Matematică și fonologie. Teoria grafelor și consonantismul limbii romîne”, în Fonetică și dialectologie, 1961 (în colaborare cu Solomon Marcus)
- Fonologia limbii române, București, Editura Științifică, 1965
- Fonologia istorică a dialectelor dacoromâne, București, Editura Academiei, 1968
- Sintaxa transformațională a limbii române, București, Editura Academiei RSR, 1969; publicată în engleză sub titlul The transformational syntax of Romanian, Haga, Editura Mouton, 1972 (în colaborare cu Sanda Golopenția-Eretescu)
- Elemente de teorie semantică a limbilor naturale, București, Editura Academiei, 1970
- Outline of a semantic theory of Kernel sentences, Haga, Editura Mouton, 1972
- Preliminarii logice la semantica frazei, București, Editura Științifică și Enciclopedică, 1978
- Scrierea limbii române în raport cu fonetica și fonologia, Universitatea din București, 1979
- Sens, adevăr analitic, cunoaștere, București, Editura Științifică și Enciclopedică, 1984
- Limba română în secolele al XII-lea – al XV-lea. Fonetică. Fonologie. Gramatică, Universitatea din București, 1986 (în colaborare cu Liliana Ionescu-Ruxăndoiu)
- Introducere în teoria textului, București, Editura Științifică și Enciclopedică, 1990
- Introducere în teoria limbii, București, Editura Academiei Române, 1992
- Elemente de filosofie a limbajului, București, Editura Academiei Române, 1995